# Leiria
Leiria là một huyện thuộc tỉnh Leiria, Bồ Đào Nha. Huyện này có diện tích 568 km², dân số thời điểm năm 2001 là 119847 người.